# 今天開始談戀愛
《今天開始談戀愛》作者為水波風南，於2007年第19號至2011年第24號在小学馆《Sho-Comi》連載，單行本全15卷，共97話。在2010年改編成OVA動畫，由山內重保執導，J.C.STAFF製作，并隨原作漫畫特裝限定版發售。之後于2012年改編成真人電影版，由武井咲、松坂桃李主演，同年12月8日於日本上映。

## 故事概述
日比野椿（日比野つばき），高一。她的打扮十分俗氣，因此在入學時引人注目，被戲稱為「昭和女」（綁兩邊辮子，裙子拉到膝蓋以下）。其中，同班一位非常受歡迎的男生椿京汰（つばき きょうた），其姓氏與她的名字相同。此後，日比野椿竟在某個事件中被椿京汰奪走了初吻，京汰與友人打賭會讓這個俗氣的女生愛上自己，但自己也逐漸放進更多的感情。

## 登場人物
日比野 椿（配音：佐藤利奈 / 伊藤加奈惠、演出：武井咲）
初登場是高一生。本作主角。8月31日出生，處女座。對自己極度沒有自信，且相當容易自卑，認為(高中女生)與自己絕緣，所以總是打扮得土裡土氣。
入學典禮時初遇椿京汰便被奪走了初吻，是京汰任意選擇捉弄的目標。一開始很討厭京汰，但慢慢地得知他的另一面後墜入情網。曾主動告白但被拒絕，後重新獲得信任並與京汰交往。
實際上很笨拙，雖就讀吊車尾的學校但總是認真讀書，成績總是在京汰以下的萬年第二。因談了戀愛開始對打扮有興趣，很擅長編髮，常替班上女生編髮。入學時因為嚴厲的母親而把有名的大學當作目標，後受到尊敬的美容師建議，改變夢想以成為美容師作為志願，畢業前就偷偷從事美容師的工作，後說服母親並在畢業之後就讀美容學院。
與京汰交往8年後在25歲結婚。
椿 京汰（配音：近藤隆 / 浪川大輔、演出：松坂桃李）
10月31日出生，天蝎座，全班級中心的美少年，是一名很潮的帥哥。與女性的關係複雜，過去常跟不同的女性發生過關係。其實是兩度被信任的女人(母親和老師)欺騙，認為女人都不可信，因經常家暴的父親跟發生外遇的母親的關係，所以京汰跟父母親都處的不好。
頭腦聰明，沒什麼看書且經常打工也可以成績學年第一，入學典禮時是新生代表，負責致詞。嘴巴很壞且個性輕佻。中學時期常和旁人打賭，然後捉弄樸素的女生。高中入學後則把目標轉向了日比野椿。
與椿交往後遇到許多風波，改變了自己對女性的看法，也常鼓勵容易自卑且缺乏自信的椿。對因自己的交友關係造成椿的困擾感到相當抱歉，對椿的感情如一，誓言要讓椿改名為「椿 椿」。
對宇宙很感興趣。為了自己欣賞的教授選擇畢業後到京都讀大學。
與椿交往8年後在25歲結婚。
長谷川 西希（配音：無/ 演出：山崎賢人）
京汰的摯友。喜歡櫻。很積極的接近追求，後來成為戀人。跟京汰在同個地方打工，常替京汰代班，也常被椿以櫻的事情威脅。希望未來能夠從事汽車裝備的工作。
最後與櫻結婚。
市倉 深步（配音：無/ 演出：伊瀬茉莉也）
椿的摯友。性格開朗的美少女。運動神經超群。常鼓勵椿的戀情。
中學時就認識京汰。起初是為了京汰才去接近椿，後因兩人交往在班上引發風波而與椿吵架，和好後全力支持椿的戀情。
希望未來能夠成為體育老師。
日比野 櫻（配音：無/ 矢作紗友里、演出：新川優愛）
椿的妹妹。每天早上都由椿幫她整理髮型，後讀跟姊姊一樣的高中，小一年級。和姊姊完全相反，稍微時髦且喜歡打扮。喜歡京汰，知道自己沒有機會於是放棄，後與喜歡自己的西希交往。常在姊姊的戀情上給予協助。
最後與西希結婚。
哈爾斯特萬央 Halstead Wanyan
京汰的朋友。在國中時曾誤會京汰侵犯自己的女友梨加而和京汰絕交，高中轉入明高後得知椿是京汰的女友後為了向京汰報仇曾侵犯過椿，京汰也因此事將他打致重傷，後在學校文化祭上再次見到梨加並希望和她複合，而梨加受不了他的糾纏並對他說出事實，在得知事實後哭著向京汰道歉，後與京汰和好。
夢想是成為獸醫。

## OVA
OVA動畫由山內重保執導，J.C.STAFF製作，2010年6月23日第一話隨原作漫畫第六卷特裝限定版發售。

### 製作人員
- 原作：水波風南（小学館「Sho-Comi」連載）
- 企画：都築伸一郎（日语：都築伸一郎）
- 企画協力：細川祐司、永田裕紀子
- 導演、分鏡、演出：山内重保
- 人物設計、作画導演：羽山淳一（日语：羽山淳一）
- 色彩設計：辻田邦夫（日语：辻田邦夫）
- 美術導演：竹田悠介
- 撮影導演：沖田純美
- 編集：西山茂
- 音響制作：HALF　H・P　STUDIO（日语：HALF　H・P　STUDIO）
- 音乐：杉本優[1]
- 製作進行：松倉友二
- 製作統括：山川恵一、根岸智也
- 製作擔當：藤代敦士

### 發售日期
| 話数 | 發售日期       | 收錄話    | 備註                           |
| ---- | -------------- | --------- | ------------------------------ |
| 1    | 2010年6月23日  | 第1話     | 隨原作漫畫第六卷特裝限定版發售 |
| 2    | 2010年10月23日 | 第2話     | 隨原作漫畫第十卷特裝限定版發售 |
| DVD  | 2011年2月25日  | 2話全收錄 | 片頭曲變更為《》               |

### 主題曲
片頭曲

作詞：rino，作曲、編曲：福富雅之，歌：伊藤加奈惠

作詞：rino，作曲、編曲：福富雅之，歌：伊藤加奈惠
片尾曲
《If》
作詞：秋元康，作曲：飯田健彦，編曲：酒井陽一，歌：French Kiss

## 真人電影版
2012年12月8日於日本上映，片长121分钟。
- 監督:古澤健
- 脚本:浅野妙子
- 原作:水波風南
- 音樂：Flying Pan
- 配給：東宝

### 出演者
- 日比野つばき：武井咲
- 椿京汰：松坂桃李
- 菜奈：木村文乃
- 長谷川西希: 山崎賢人
- 花野井博：青柳翔
- 山内有砂：高梨臨
- 美咲：ドーキンズ英里奈（日语：ドーキンズ英里奈）
- 香奈：藤原令子
- 神崎京香：高岡早紀
- 日比野庄一郎：長谷川初範
- 日比野節子：麻生祐未
- 椿圭汰：村上弘明（日语：村上弘明）

### 插曲
- SCANDAL
- Perfume
- bómi（日语：bómi）
- LGMonkees（日语：LGMonkees）
- たむらぱん（日语：たむらぱん）
- SEKAI NO OWARI
- MAY'S（日语：MAY'S）
- さよならポニーテール（日语：さよならポニーテール）
- back number
- 中島美嘉
- ねごと（日语：ねごと）
- 7!!（日语：7!!）

### 與原作相異之處
- 深步並未在電影中登場，另外，菜奈、美咲、香奈則是電影原創角色。